# Polyphonte
Cet article possède un paronyme, voir Polyphontès.
Dans la mythologie grecque, Polyphonte (en grec ancien : Πολυφόντη, tueuse de beaucoup), fille d'Hipponoos et de Thrassa, était une des compagnes d'Artémis. Elle méprisait l'amour, aussi Aphrodite, pour la punir, lui inspira la passion pour un ours : elle s'accoupla à l'animal et en eut deux fils, Agrios et Orios, à l'apparence monstrueuse.
Elle fut finalement changée en chouette.